# Kurikuće
Kurikuće es un pueblo ubicado en el municipio de Berane, en Montenegro.

## Demografía
Hasta 2011 la población era de 77 habitantes, conformada por 31 hogares y 71 viviendas.
| 415                                                              | 458 | 458 | 398 | 263 | 188 | 115 | 77 |
| (Fuente: Population statistics of Eastern Europe & former USSR.) |     |     |     |     |     |     |    |

| Etnicidad                                           | Número | Porcentaje |
| --------------------------------------------------- | ------ | ---------- |
| Montenegrinos                                       | 67     | 58,26 %    |
| Serbios                                             | 44     | 38,26 %    |
| Yugoslavos                                          | 1      | 0,86 %     |
| Otros                                               | 3      | 2,61 %     |
| Fuente: Republic of Montenegro. Statistical Office. |        |            |